# Joan Batista Elizanburu
Joan Batista Elizanburu Irazabal (također i  Jean-Baptiste Elissamburu ili Jean Baptiste Elizanburu (rođen 14. kolovoza 1828. umro 2. siječnja 1891.)), bio je baskijski književnik čija su djela ukorijenjena u usmenoj tradiciji i improvizaciji, s ljubavnim pjesamama kao i onim domoljubnog tipa. Nedovršenu pripovijest "Pierres Adame"  neki smatraju prvim romanom na baskijskom jeziku. Rođen je i umro i gradu Sara (francuski:Sare) u Lapurdiji, Sjeverna Baskija.

## Životopis
Bio je Michela Elissamburua i Juane Irázabal. Rođen je 14. kolovoza 1828 u kući Piarresenea, kao deseto od jedanaestero djece u obitelji. Nakon školovanja u rodnom selu, ušao je u sjemenište Larressore. Tamo se upoznao Graciena Ademu, koji će postati poznati pjesnik pod imenom Zalduby, i koji će biti njegov prijatelj do svojih posljednjih dana. Svjestan svog nedostatka sklonosti svećenićkom zvanju u svećeništvo, on napušta sjemenište godine 1849. i pristupa u pješačku pukovniju francuske vojske. 
Steakao je čin satnika godine 1867,  nagrađen ordenom Legije časti za svoje ponašanje tijekom francusko-pruskog rata 1870. Republikanac i protivnik politike, dočekao je mirovinu u Baskiji. Oženio se s Françoise Eyheraburu s kojom je imao sina imenom Léon Joseph, rođenog 1877. Godine 1881. je konačno napustio vojsku. Od 1882. do 1891 bio je sudac u mjestu Espeleta. Umro je dobi od 63 godine, u kući Leku Ederrea.

## Djela
Elizanburu je autor čije djelo prvenstveno potpadaju u tradiciju bertso i doživio je trenutni uspjeh. Počeo je 1855. s prvom nagradom koju je primio na "Cvjetnim igrama u Urrugneu" za svoju pjesmu " Emazte edalea" (žena koja pije). Također je nagrađen u Sareu 1858. za pjesmu "Tam, tam, tam ratapetamplan " te 1860. za pjesmu Gazte hiltzera dohana  ("svi mladi umiru"). Godine 1859. napisao je svoje najpoznatij djelo Etchea1 Nere ("moja kuća") koja slavi miran i sretan život na vlastitom imanju u Baskiji.
Katkad se potpisivao sa pseudonimima Harluche, Sallaberry, Doyarzabal ili Saratar bat. Još uvijek se vodi dvojba mogu li se neka anonimna djela, poput "Solferinoko itsua " pripisati njemu.
Autor je dvadesetak pjesama te romana "Piarres Adame"  objavljenog godine 1888.

## Vanjske poveznice
- http://www.scribd.com/doc/25669055/Jean-Baptiste-Elizanburu
- http://www.euskomedia.org/aunamendi/38176